# Mercury Milan
Der Mercury Milan ist eine von Mitte 2005 bis Ende 2010 gebaute Mittelklasse-Limousine des US-amerikanischen, zum Ford-Konzern gehörenden Automobilherstellers Mercury.
Der Milan basiert auf der Konzern-Frontantriebsplattform CD3. Er ist preislich oberhalb des Schwestermodells Ford Fusion angesiedelt und unterhalb des Lincoln MKZ positioniert.

## Modellgeschichte
Am 9. Februar 2005 fand die Präsentation des Milan im Rahmen des Autosalons von Chicago statt.
Der Milan ist der Nachfolger des Mercury Mystique. Angeboten wird er in sechs Modellvarianten: Milan I4, Milan V6, Milan I4 Premier, Milan V6 Premier und mit Allradantrieb als Milan V6 AWD und Milan Premier AWD. Vom Ford Fusion unterscheidet sich der Milan durch eine eigenständig gezeichnete Front- und Heckpartie, größere Fondtüren, Ellipsoid-Scheinwerfer, LED-Heckleuchten, eine modifizierte Fahrwerksabstimmung sowie eine höherwertige Innenraumgestaltung.
Der Milan wurde ausschließlich in den USA und in Mexiko verkauft, nicht aber in Kanada, da sich Mercury bereits 1999 vom dortigen Markt zurückgezogen hatte.
Im Zuge der Einstellung der Marke Mercury lief die Produktion des Milan zum Jahresende 2010 aus.

### Modellpflege
Ab Frühjahr 2009 wurde eine überarbeitete Version des Milan angeboten. Neben leichten Modifikationen an Front und Heck sowie Modifikationen im Innenraum ist vor allem das Motorenangebot neu ausgerichtet worden. Basismotor ist nun ein 2,5-Liter-Vierzylinder mit 129 kW (175 PS), zu dem sich als neues Aggregat ein 176 kW (240 PS) starker 3,0-Liter-V6 gesellte.
Auch eine Hybridversion mit einem 2,5-Liter-Vierzylinder mit 114 kW (155 PS) und einem Elektromotor war bis zur Einstellung Ende 2010 erhältlich.

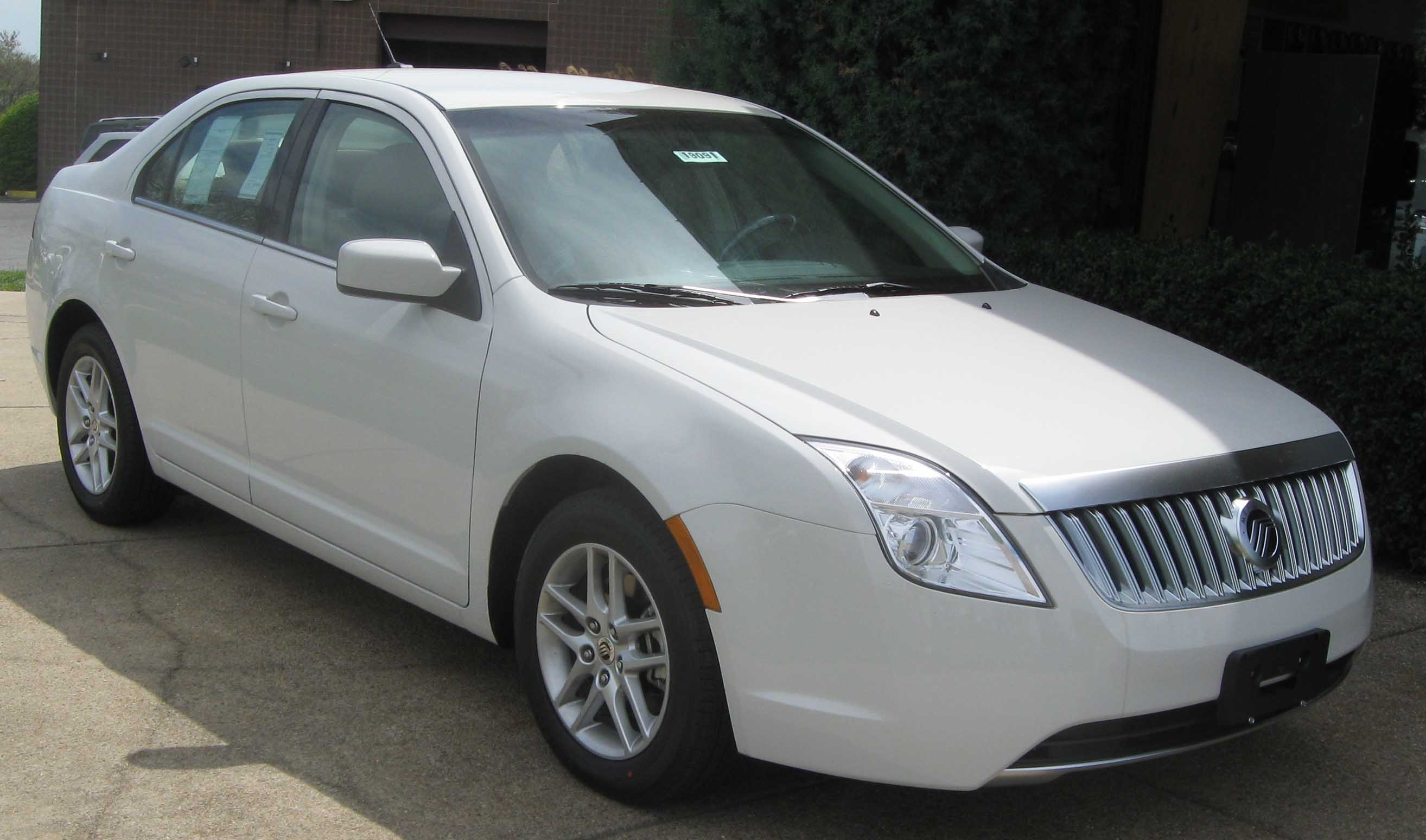
Mercury Milan (2009–2010)
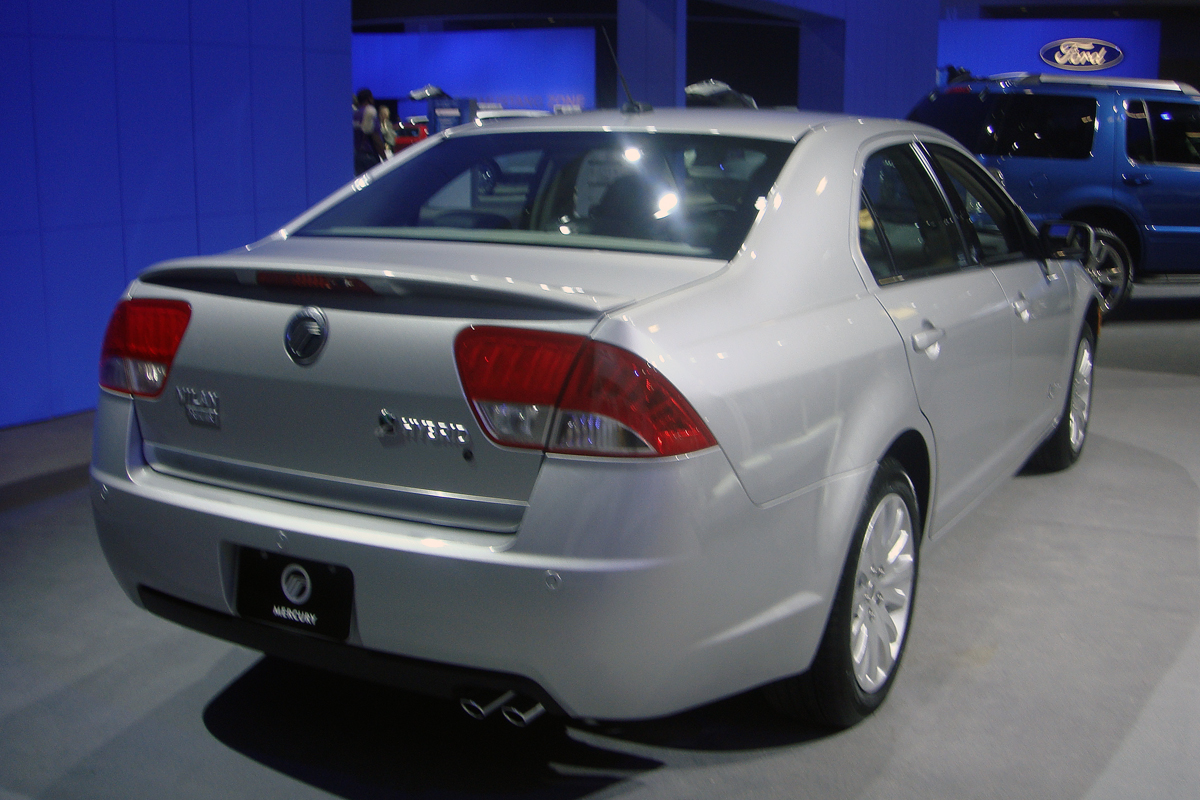
Mercury Milan Hybrid (2010)

## Versionen
| Motor                                     | Leistung            | max. Drehmoment     | Getriebe              | Normverbrauch (l/100 km)     |
| ----------------------------------------- | ------------------- | ------------------- | --------------------- | ---------------------------- |
| 2,3-Liter-Ford-Duratec-Reihenvierzylinder | 119 kW bei 6250/min | 212 Nm bei 4250/min | 5-Gang-Schaltgetriebe | 10,2 (Stadt)/7,6 (außerorts) |
| 2,3-Liter-Ford-Duratec-Reihenvierzylinder | 119 kW bei 6250/min | 212 Nm bei 4250/min | 5-Gang-Automatik      | 10,2 (Stadt)/7,6 (außerorts) |
| 3,0-Liter-Ford-Duratec-V6                 | 165 kW bei 6250/min | 278 Nm bei 4800/min | 6-Gang-Automatik      | 11,2 (Stadt)/8,1 (außerorts) |
| 3,0-Liter-Ford-Duratec-V6 AWD             | 165 kW bei 6250/min | 278 Nm bei 4800/min | 6-Gang-Automatik      | 12,4 (Stadt)/9,0 (außerorts) |